# Diecezja Rimini
Diecezja Rimini (łac. Dioecesis Ariminensis) – diecezja Kościoła rzymskokatolickiego w północnych Włoszech, w metropolii Ravenna-Cervia, w regionie kościelnym Emilia-Romania.
Została erygowana w III wieku.

## Galeria

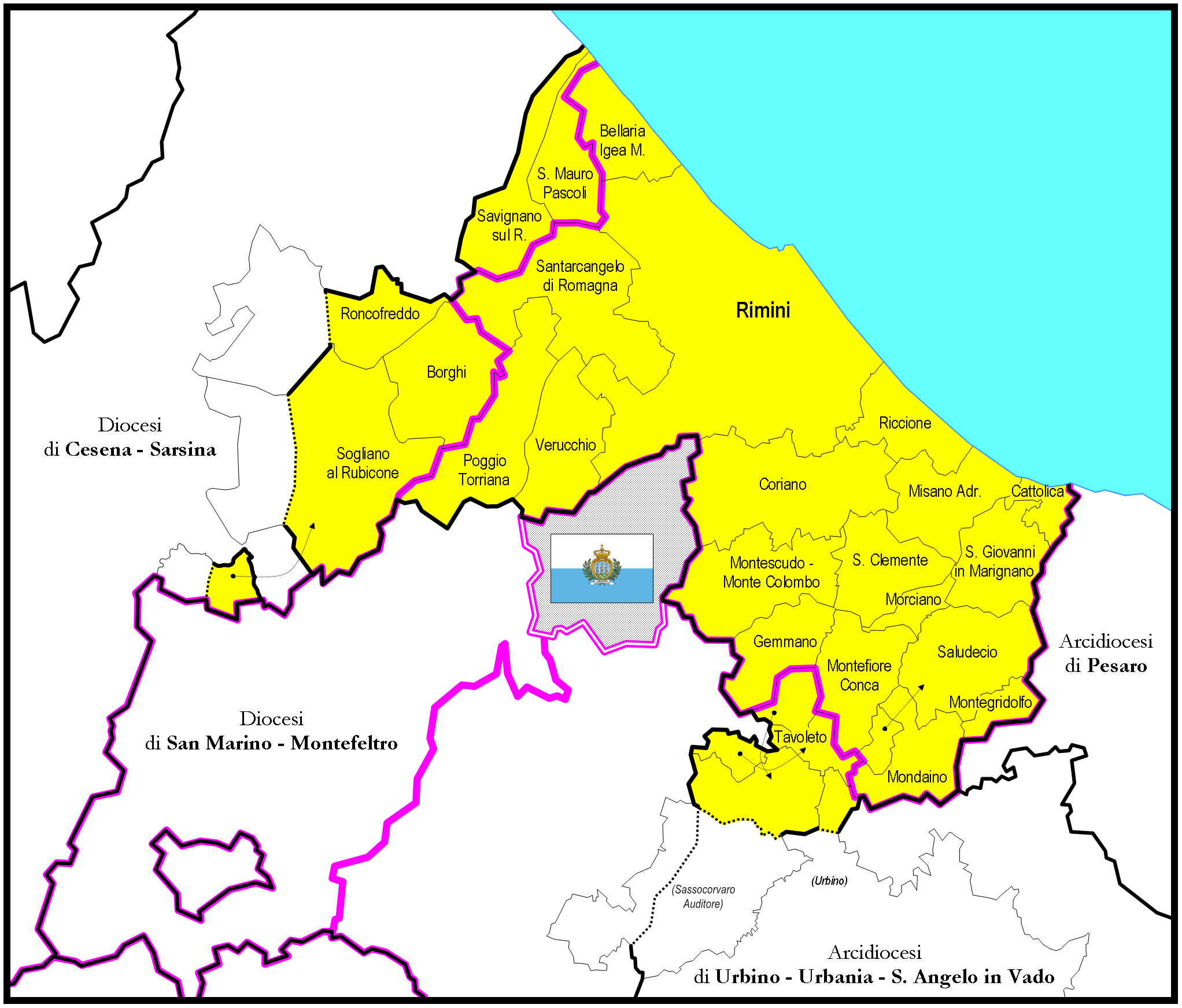
mapa diecezji
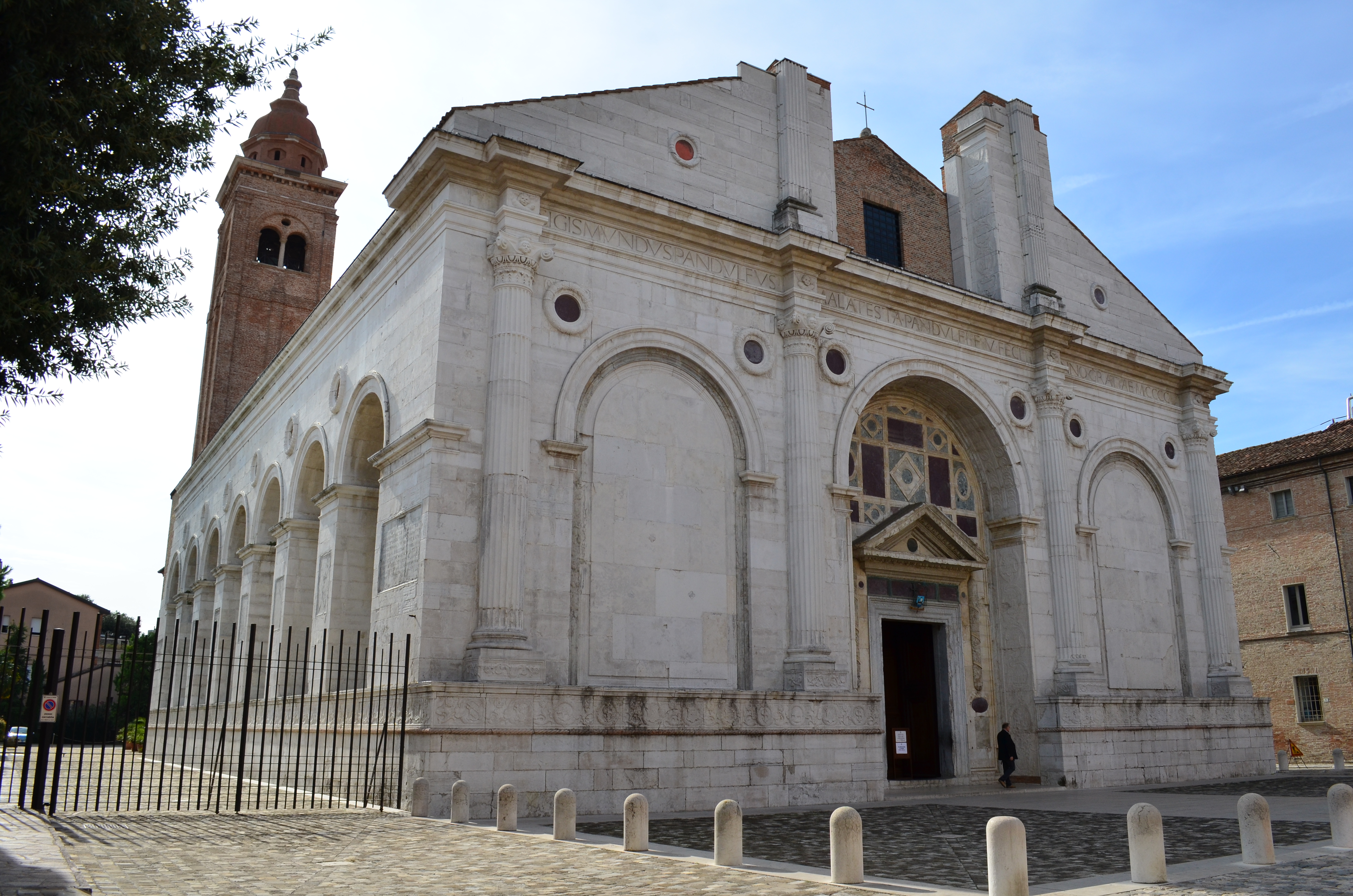
katedra w Rimini
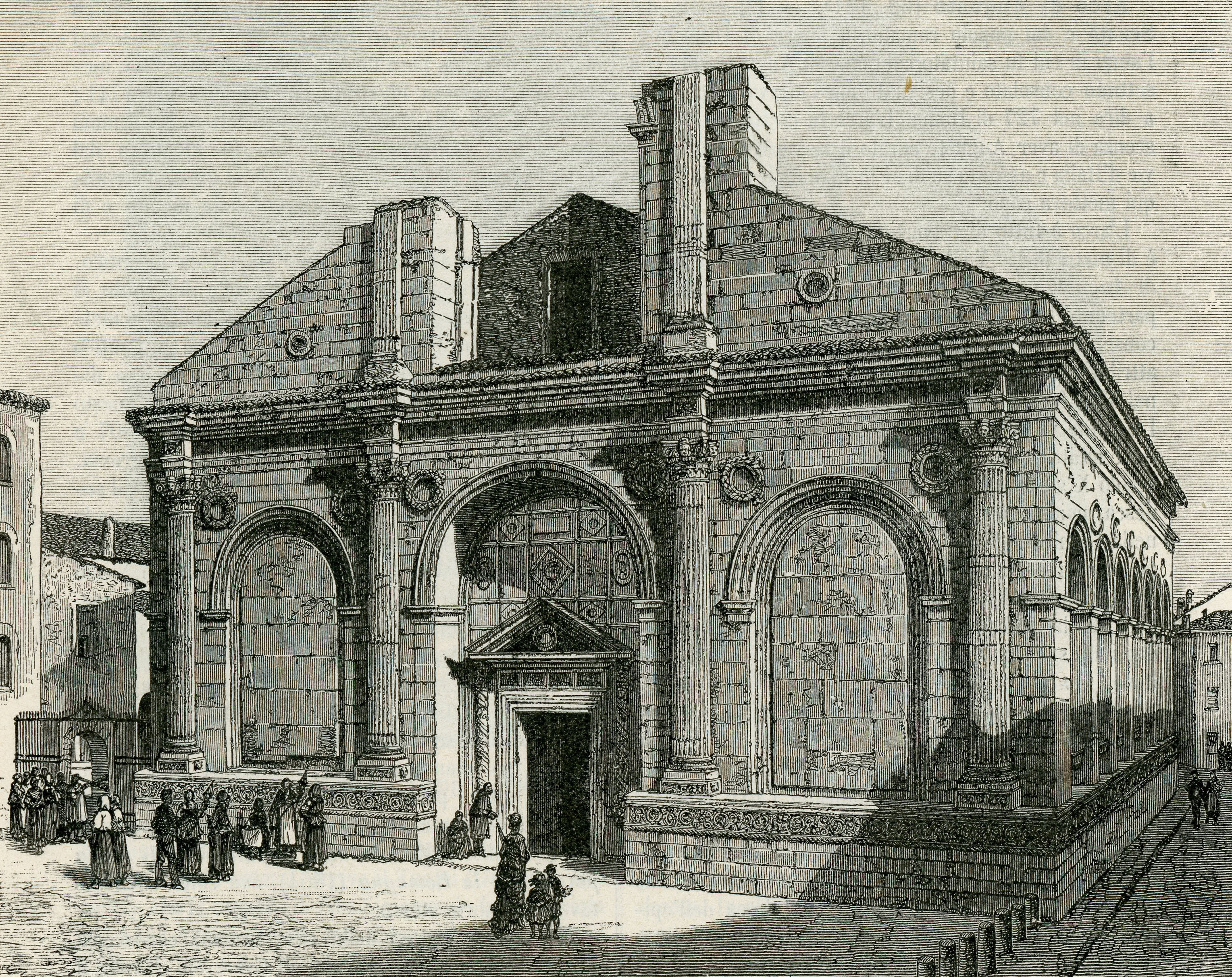
fasada katedry w 1901
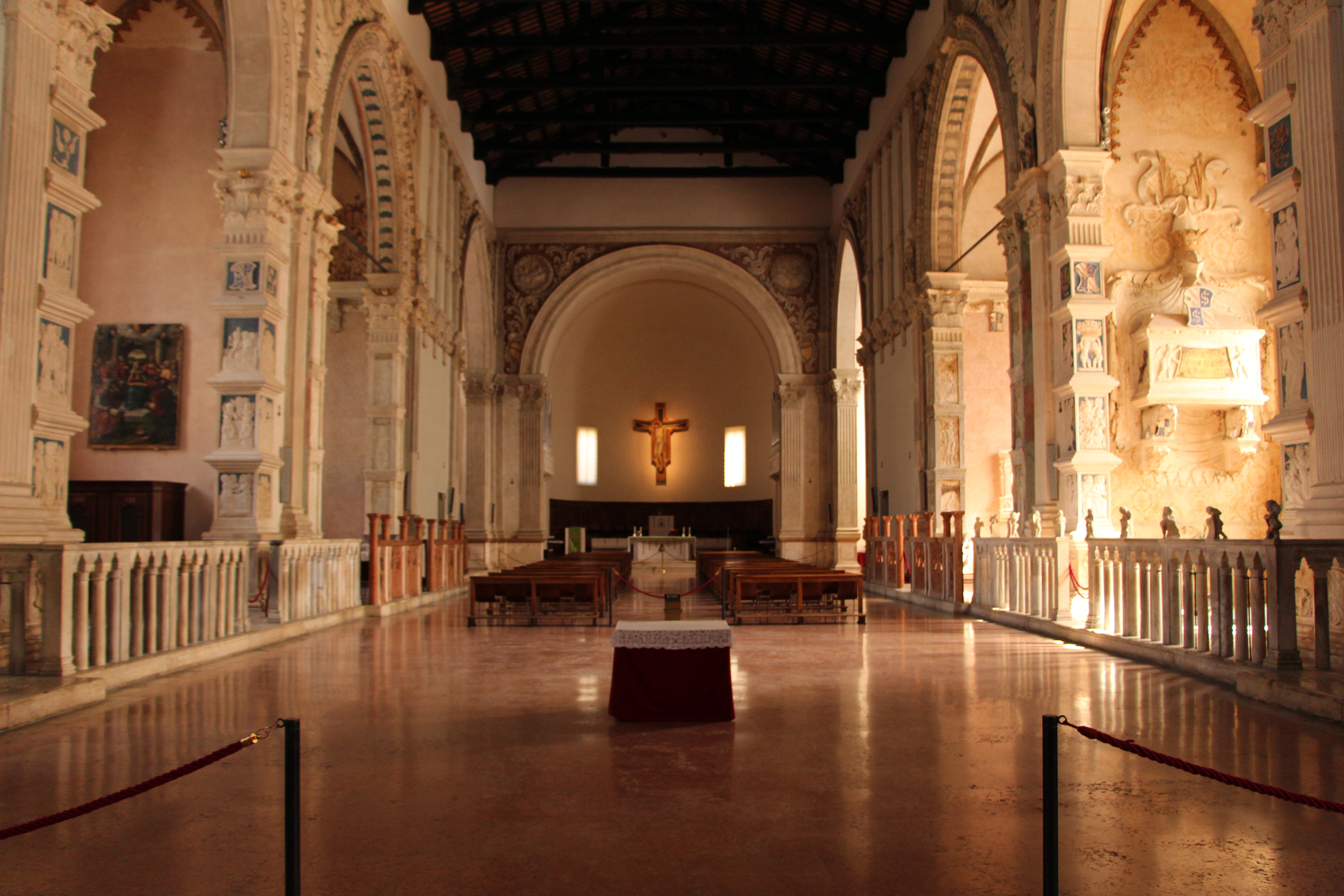
wnętrze katedry
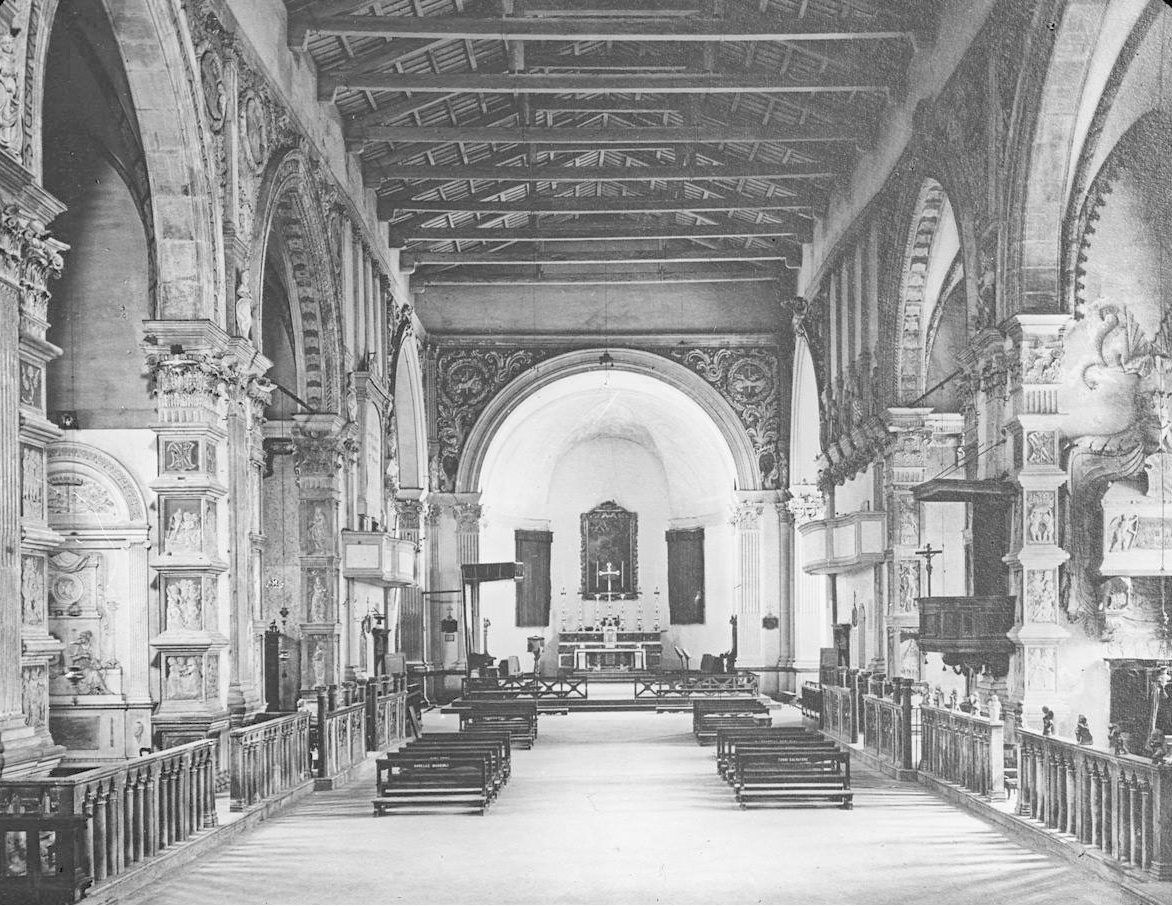
wnętrze katedry przed wojną
herb biskupa Francesco Lambiasiego
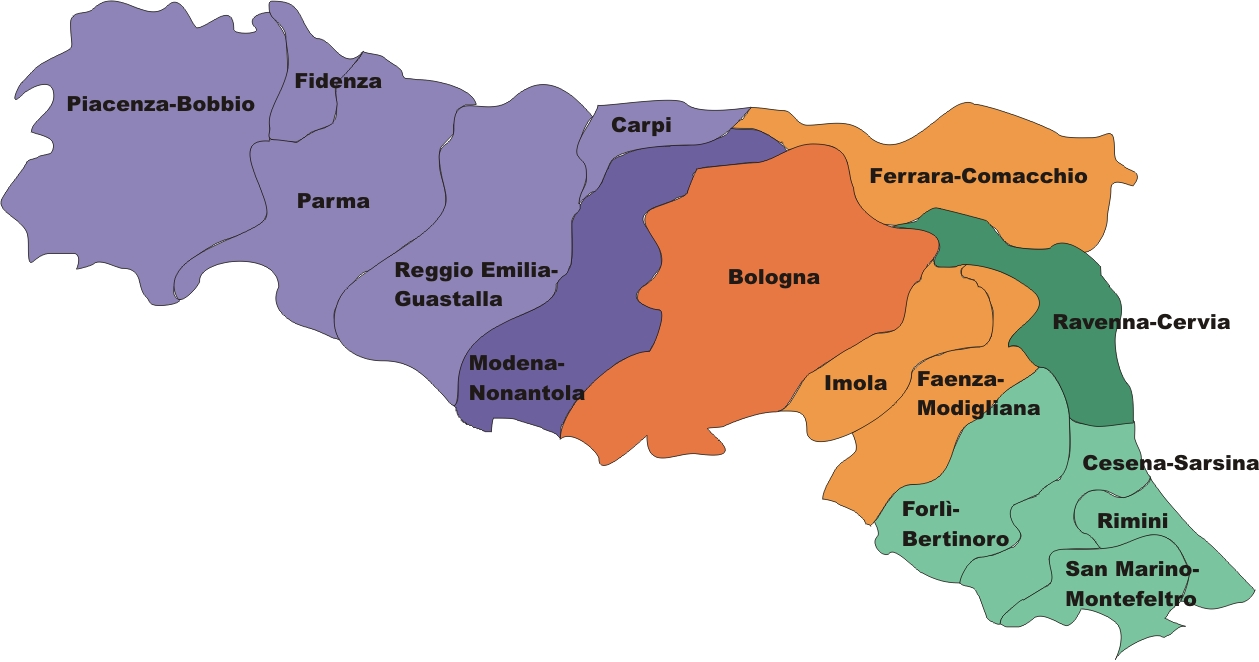
Region kościelny Emilia-Romania